# Jacques Langlais (homme politique)
Pour les articles homonymes, voir Langlais.
Jacques Langlais est un homme politique français né le 27 février 1810 à Mamers (Sarthe) et décédé le 23 février 1866 à Mexico (Mexique).

## Biographie
Jacques Langlais naît le 27 février 1810 à Mamers. Il est le fils de Jacques Langlais, ouvrier tisserand, et de son épouse, Marie Jeanne Neauphe. 
Jacques Langlais devient clerc minoré en 1829 et est professeur de rhétorique au collège de Mamers. Il devient précepteur dans une famille noble en 1831. Il part étudier le droit à Paris en 1833, tout en écrivant dans le journal catholique La Dominicale. Avocat en 1837, il continue à écrire des articles et collabore assidument à l'encyclopédie catholique du XIXe siècle. 
Il est député de la Sarthe de 1848 à 1857, il siège d'abord comme républicain conservateur, avant de se rapprocher des monarchistes, puis de se rallier au prince-président. Sous le Second Empire, il siège dans la majorité soutenant le régime. 
En 1857, il entre au Conseil d’État et devient, en 1865, ministre des Finances de l'empereur Maximilien du Mexique. Il meurt à Mexico cinq mois après son arrivée. 

### Vie privée
Il épouse le 16 janvier 1851 à Paris la poétesse Marceline Junie Hyacinthe Valmore, dite Ondine Valmore (1821-1853), fille de Marceline Desbordes-Valmore et de François Prosper Lanchantin, dit Valmore.

## Écrits
- Question des sucres considérée dans ses rapports avec le commerce, l'agriculture et la navigation, Paris, impr. de Béthune et Plon, 1839 (lire en ligne)

## Sources
- « Jacques Langlais (homme politique) », dans Adolphe Robert et Gaston Cougny, Dictionnaire des parlementaires français, Edgar Bourloton, 1889-1891 [détail de l’édition]
- Pierre Larousse, Grand dictionnaire universel du XIXe siècle : français, historique, géographique, mythologique, bibliographique, littéraire, artistique, scientifique, etc., T. X : L-MEMN, Paris, Administration du grand dictionnaire universel, 1873, 1498 p.